# Les Septvallons
Les Septvallons – gmina we Francji, w regionie Hauts-de-France, w departamencie Aisne. Została utworzona 1 stycznia 2016 roku z połączenia siedmiu wcześniejszych gmin: Glennes, Longueval-Barbonval, Merval, Perles, Révillon, Vauxcéré oraz Villers-en-Prayères. Siedzibą gminy została miejscowość Longueval-Barbonval. W 2013 roku populacja wyżej wymienionych gmin wynosiła 1184 mieszkańców.